# Liptód
Liptód is een plaats (község) en gemeente in het Hongaarse comitaat Baranya. Liptód telt 238 inwoners (2001).